# Selkäkari (ö i Finland, Kajanaland, Kajana)
Selkäkari är en ö i Finland. Den ligger i sjön Ule träsk och i kommunen Kajana i den ekonomiska regionen  Kajana ekonomiska region  och landskapet Kajanaland, i den centrala delen av landet, 500 km norr om huvudstaden Helsingfors. Öns area är 0,1 hektar och dess största längd är 70 meter i sydöst-nordvästlig riktning.